# Florence Gwendolen Rees
Florence Gwendolen Rees (3 juillet 1906 - 4 octobre 1994) est une zoologiste et parasitologue galloise. Elle est la première femme galloise à devenir membre de la Royal Society. À l'âge de 80 ans, elle avait publié 68 articles.

## Jeunesse et éducation
Rees est née dans la ville galloise d'Abercynon en 1906 et fréquente l'école intermédiaire pour filles de la ville (1918–24). Elle fréquente l'University College de Cardiff (maintenant connue sous le nom d'Université de Cardiff) avec trois bourses. Pendant son séjour là-bas, elle étudie la chimie, la biologie et la zoologie, obtenant des honneurs en zoologie. Rees termine ensuite son doctorat en 18 mois, étudiant les parasites trématodes chez différentes espèces d'escargots. Au cours de 100 jours, elle collecte plus de 5 000 escargots dans près de 90 endroits des comtés de Glamorgan et de Monmouthshire au Pays de Galles.

## Carrière
La carrière de Rees se déroule au département de zoologie de l'University College of Wales, Aberystwyth, de 1930 à 1973 gravissant les échelons jusqu'au rang de professeur (1971–73), devenant professeur émérite en semi-retraite en 1973. Elle est également présidente de l'École d'études biologiques (1972–3) et chef de département par intérim (1948, 1969, 1970). Pendant sa carrière l'University College of Wales à Abernathy, elle supervise 215 étudiants de premier cycle et 25 étudiants de troisième cycle.
Ses recherches portent sur l'helminthologie, se concentrant sur la systématique, la morphologie fonctionnelle comparative, l'histologie et les cycles de vie des parasites trématodes et cestodes. Son travail est important pour élucider la relation de ces parasites avec leurs hôtes intermédiaires non vertébrés.
De 1960 à 1981, Rees participe à la publication Parasitology. Pendant les 10 premières années, elle est membre du comité de rédaction, puis occupe le poste de présidente du comité de rédaction jusqu'en 1981. Elle est membre fondateur de la British Society for Parasitology et en est la vice-présidente (1970-1972) et la présidente (1972-1974),.
Rees est décédé à Aberystwyth, le 4 octobre 1994.

## Prix et distinctions
Rees est élue membre de la Royal Society en 1971, la première femme galloise à être élue. Elle est également élue Fellow de l'Institut de biologie la même année. Elle reçoit la Médaille linnéenne, la plus haute distinction de la Linnean Society, en 1990.